# Planner
Planner es una herramienta para planear, programar y seguir proyectos para el escritorio GNOME.
Es una aplicación GTK+ escrita en C y disponible en virtud de la licencia GPL (versión 2 o posterior).

## Historia
Planner fue creado originalmente por Richard Hult y Mikael Hallendal en Imendio. En la actualidad está siendo desarrollado por GNOME.

## Características
Planner puede almacenar sus datos en ficheros XML o en una base de datos postgresql. Los proyectos pueden ser impresos en PDF o exportados a HTML para una visualización simple desde cualquier navegador web.
El programa permite:
- Gestión de calendarios.
- Gestión de recursos.
- Seguimiento del avance del proyecto.
- Enlazar tareas.
- Exportación a diferentes formatos.